# Pilawa (wieś w powiecie piaseczyńskim)
Pilawa – wieś w Polsce położona w województwie mazowieckim, w powiecie piaseczyńskim, w gminie Piaseczno.
wieś wchodzi w skład sołectwa Orzeszyn – Pilawa.

## Informacje ogólne
Pilawa położona jest na południe od Piaseczna przy drodze krajowej nr 79, pomiędzy miejscowościami Żabieniec i Solec, otoczona obszarami Chojnowskiego Parku Krajobrazowego. W Pilawie znajduje się siedziba Nadleśnictwa Chojnów zarządzającego Chojnowskim Parkiem Krajobrazowym. Jest tam niewielki, współczesny park krajobrazowy, a w nim terenowa ekspozycja dydaktyczna. Ulice, jak przystało na miejscowość wtopioną w przyrodę, mają przyrodnicze nazwy: Daglezji, Karłowatej Sosny, Klonowa, Kwitnąca, Leśna, Lipowa, Owocowa, Maślaków, Polna.

## Przyroda
W okolicy są liczne pomniki przyrody; dębów jest najwięcej, warto spojrzeć przynajmniej na kilka. Przed budynkiem nadleśnictwa rośnie dąb szypułkowy o wysokości 28 m i obwodzie 370 cm. W pobliżu, przy głównej szosie, jest grusza polna o wysokości 16 m i obwodzie 300 cm. Nieco ponad 1 km na południe od nadleśnictwa, wśród zabudowań wsi Orzeszyn jest siedem Dębów Łagowskiego, wszystkie mniej więcej podobnych rozmiarów – najdorodniejszy ma 370 cm obwodu. W otoczeniu Pilawy występują fragmenty nieczęsto na Mazowszu spotykanych lasów liściastych i mieszanych. Podlegają one ochronie w rezerwatach Chojnów, Pilawski Grąd, Uroczysko Stephana.
Pomiędzy szosami do Orzeszyna i Zalesia Górnego leżą Siwe Górki, kompleks rzadkich w Lasach Chojnowskich wydm polodowcowych. Na wschód od Pilawy, w dolince uregulowanej rzeczki Małej rozciągają się Łąki Soleckie, pod którymi kryją się złoża leczniczej borowiny. Entomolodzy (a ściślej lepidopterolodzy) zaobserwowali na tych łąkach 45 gatunków motyli dziennych, m.in. modraszeka telejusa i modraszeka nausitousa – gatunki wymienione w dyrektywie siedliskowej, która stanowi podstawę do wyznaczania obszarów Natura 2000; ich obecność stawia ten teren w rzędzie najcenniejszych fragmentów Chojnowskiego Parku Krajobrazowego. W części łąk na północ od szosy motyle musiały ustąpić miejsca koniom z usytuowanej na skraju lasu Stajni Chojnów.

## Historia
Pilawa wzięła swą nazwę od karczmy stojącej niegdyś na rozdrożu przy trakcie wareckim, a ta od herbu Potockich z Wilanowa, do których należały tutejsze lasy. Niegdyś przez Pilawę przebiegała linia kolejki wąskotorowej z placu Unii Lubelskiej do Góry Kalwarii. W latach sześćdziesiątych XX w. znajdowała się w Pilawie pętla autobusów tzw. zielonej linii „Chojnów”, która w letnie niedziele dowoziła warszawiaków spod Pałacu Kultury na łono natury.
Przy szosie do Orzeszyna i Chojnowa, kilkaset metrów na południe od nadleśnictwa wznosi się pod starymi dębami pomnik Rzeczypospolitej Chojnowskiej, potężny głaz na cokole z pamiątkowym napisem. Upamiętnia on wydarzenia 1944 r., kiedy w dniach 2-16 sierpnia stacjonowało w okolicy duże zgrupowanie Armii Krajowej, pułku Baszta, które następnie odeszło z odsieczą dla walczącej Warszawy. Po drugiej stronie szosy obok zabudowań, stoi pomnik ofiar terroru hitlerowskiego. W dniu 25 września 1944 r. hitlerowscy zbrodniarze zamordowali tu 23 Polaków, w tym pięciu braci Czapskich.
4 grudnia 2003 doszło do wypadku rządowego śmigłowca Mi-8 z premierem Leszkiem Millerem na pokładzie.
W latach 1975–1998 miejscowość należała administracyjnie do województwa warszawskiego.